# Kiska
Kiska est une île de  l'arc des Aléoutiennes, un archipel de l'ouest de l'Alaska. Elle fait partie des îles Rat, un groupe d'îles à l'extrémité occidentale des Aléoutiennes. Sa longueur est d'environ 35 km pour une largeur de 2,5 à 10 km.

## Histoire
Le premier Européen à l'apercevoir fut le navigateur Vitus Béring en 1741 lors de son retour de l'expédition au Grand Nord qui lui permit de découvrir la plupart des îles Aléoutiennes.
De 1775 à 1867, Kiska comme les autres îles Aléoutiennes abrita des postes de traite de la Compagnie russe d'Amérique. En 1867, les îles Aléoutiennes furent incluses dans l'achat de l'Alaska par le gouvernement américain. 
Elle fut occupée par les Japonais en juin 1942 avec l'île d'Attu, les deux seuls territoires américains à avoir été occupés par les Japonais. Après la reprise en mai 1943 de l'île d'Attu par les troupes américaines après un mois de durs combats, les soldats américains, accompagnées de troupes canadiennes, débarquèrent à Kiska en juillet. Mais profitant du brouillard, les Japonais avaient réussi à quitter l'île une semaine plus tôt sans que les Américains les remarquent. Néanmoins ce débarquement fera plus de 300 morts dus au froid, aux tirs amis et aux pièges laissés par les Japonais.

## Géographie

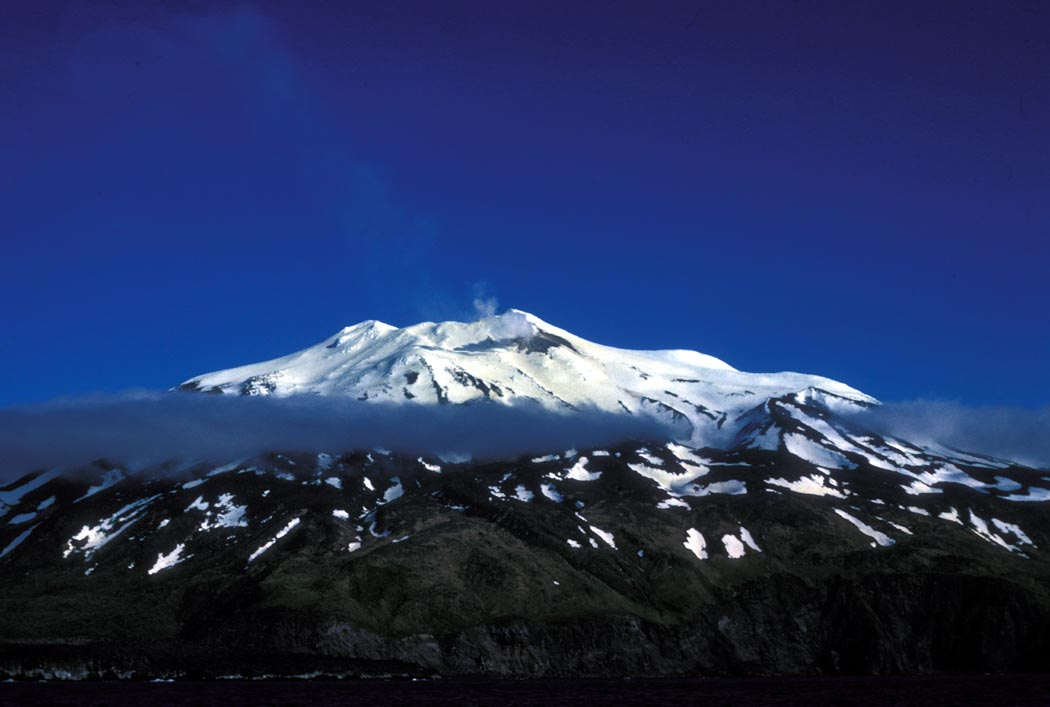
Volcan Kiska

Le volcan Kiska (Qisxan Kamgii en aléoute), un stratovolcan de 8,5 km sur 6,4 km de diamètre à sa base et de 1 221 m de haut est situé au nord de l'île. C'est un volcan actif qui a connu deux éruptions explosives accompagnées de lave le 30 janvier 1962 et le 18 mars 1964. Depuis le volcan émet de la vapeur et des cendres volcaniques.

## Culture populaire
- L'île de Kiska sert de décor au jeu vidéo Operation Flashpoint: Dragon Rising, où elle est rebaptisée Skira.